# Wissenschaftliche Bibliothek in Liberec
Die Wissenschaftliche Bibliothek in Liberec (tschechisch Krajská vědecká knihovna v Liberci) ist eine öffentliche Bibliothek in der tschechischen Stadt Liberec (Reichenberg).

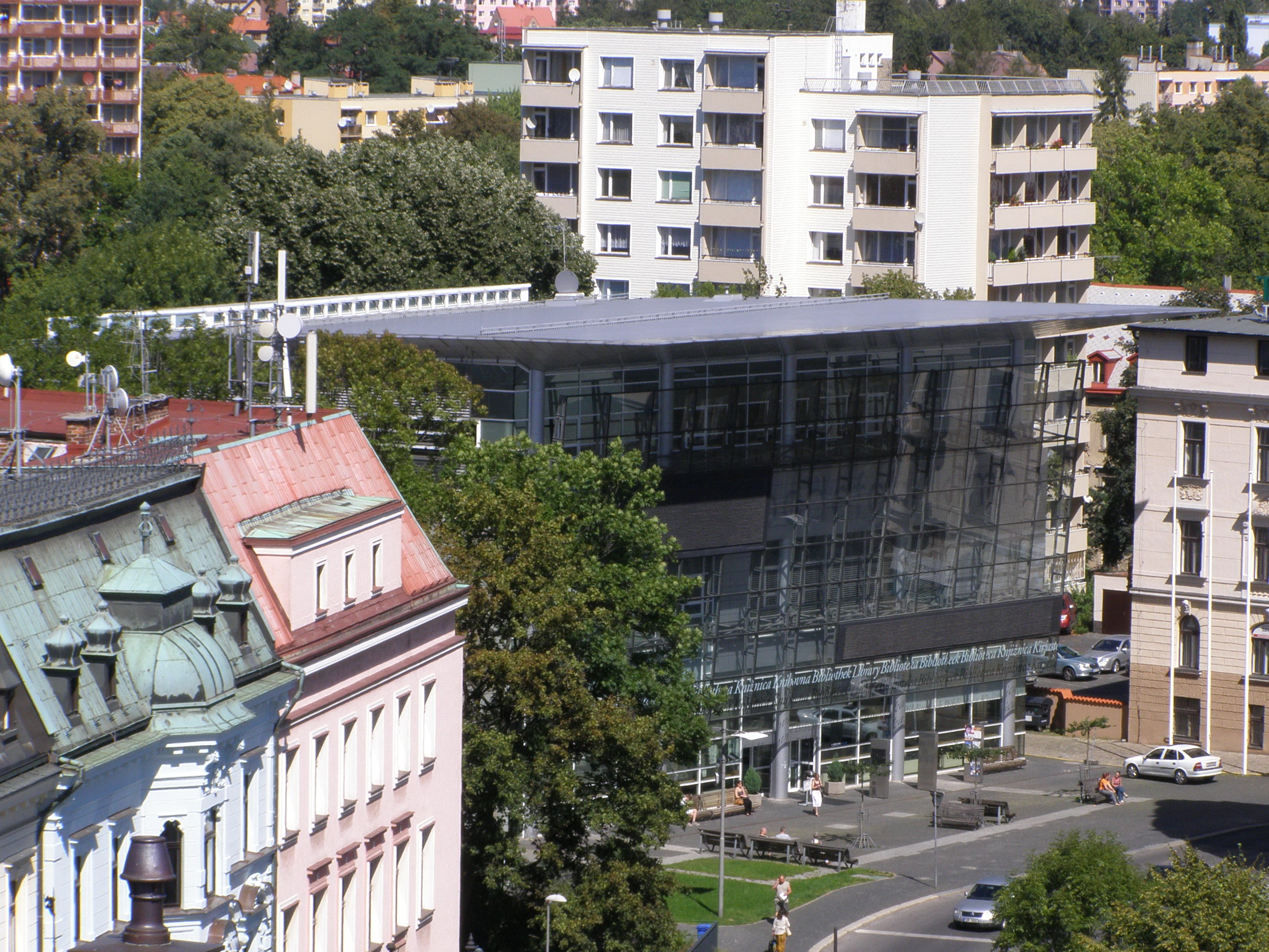
Wissenschaftliche Bibliothek
in Liberec vom Rathausturm

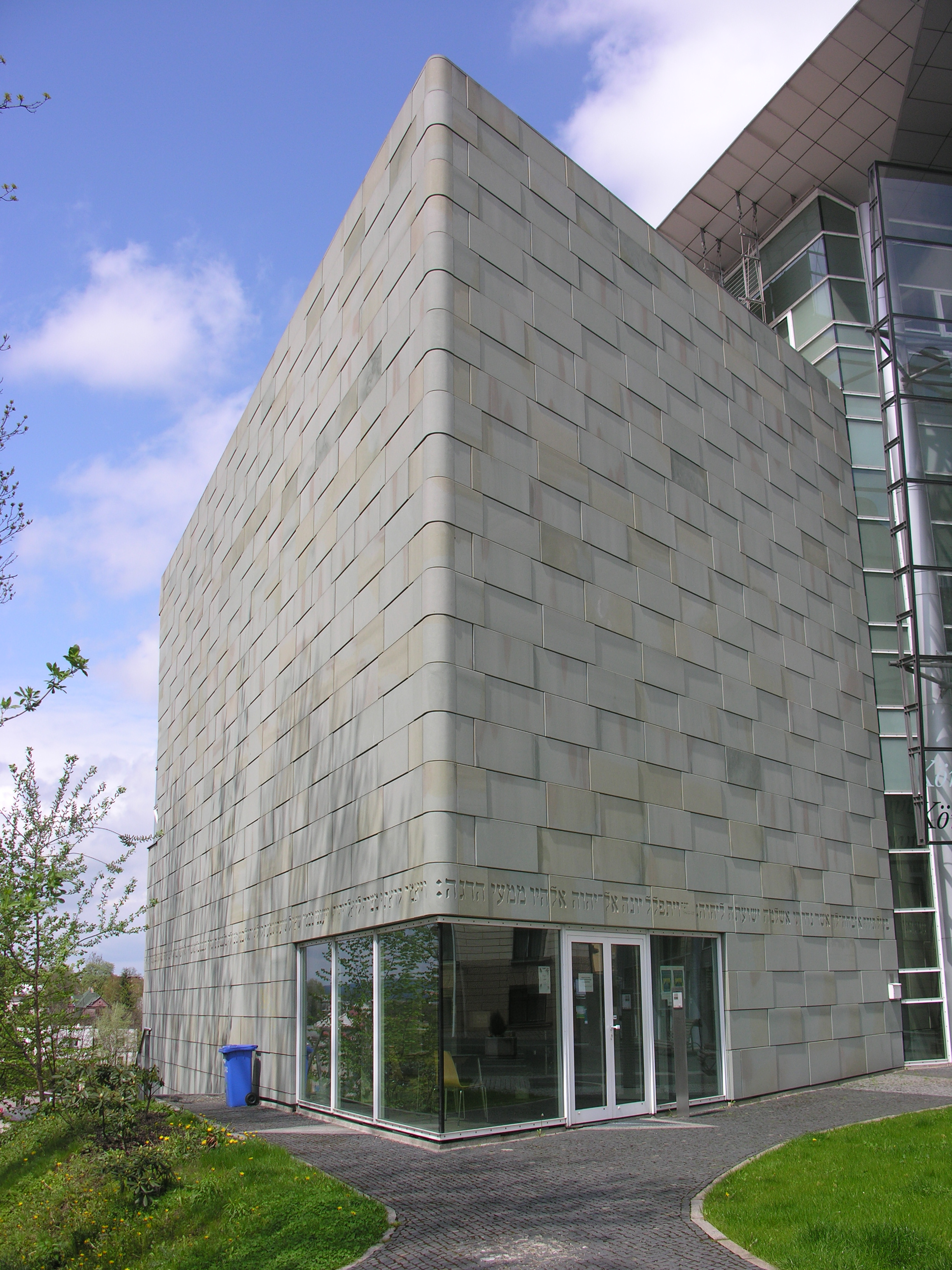
Die neue Synagoge

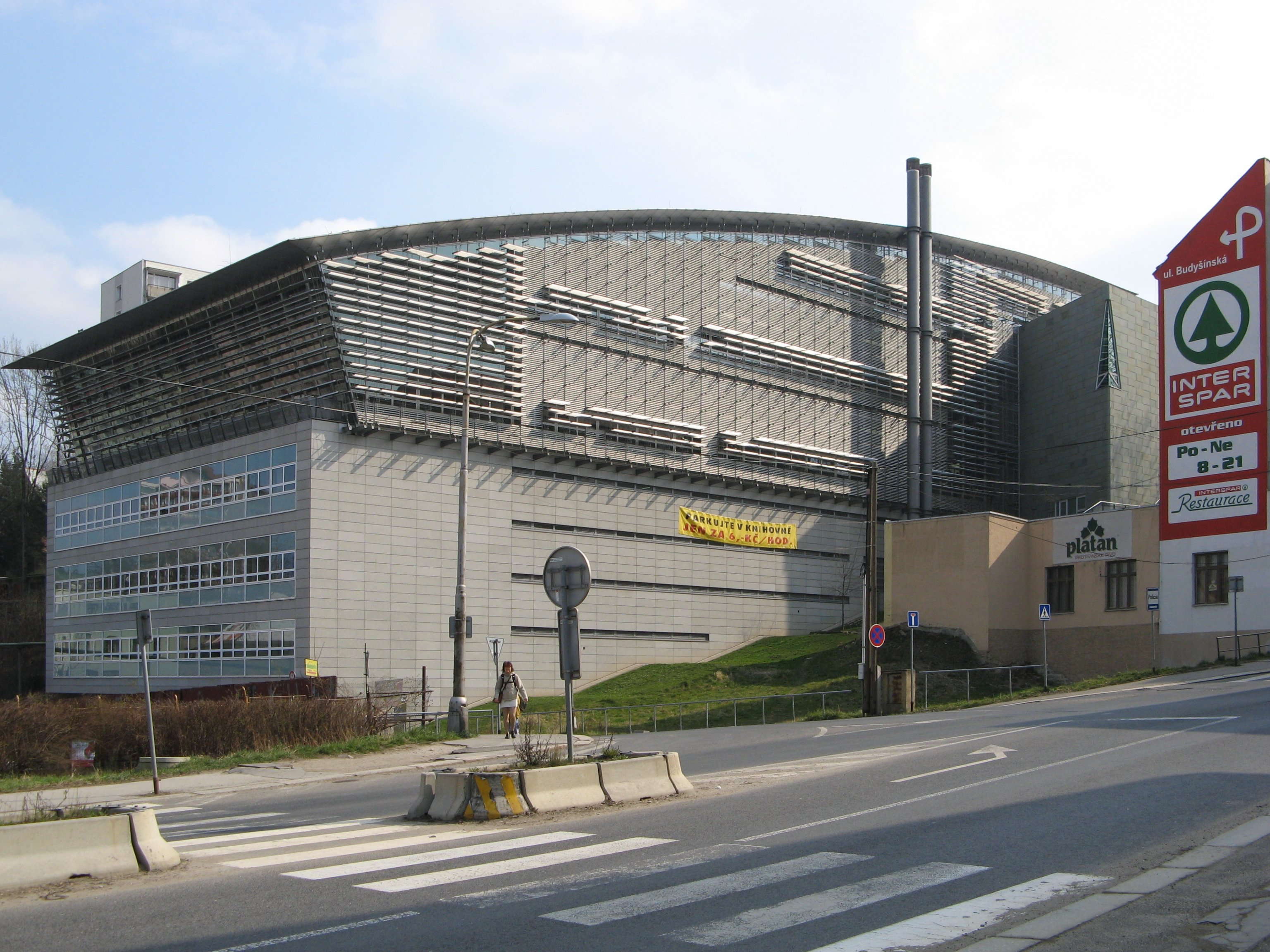
Rückseite

## Geschichte
1901 gab es die erste deutsche und 1904 die erste tschechische öffentliche Bibliothek in Reichenberg.
Die Bücherei der Deutschen in der Tschechoslowakei wurde am 26. Mai 1923 unter anderem durch den Schriftsteller, Verleger und Bibliographen Friedrich Jaksch in Reichenberg gegründet und sammelte das deutschsprachige Schrifttum in der ehemaligen
Tschechoslowakei vor 1938 beziehungsweise 1945. 1945 ging die Bibliothek in den Besitz des tschechoslowakischen Staates über. Ein Großteil der Bibliothek ging 1954 bei einem Brand verloren.
Ab 1996 erfolgte der Neubau der Bibliothek „Bau der Versöhnung“ unter Schirmherrschaft der Präsidenten Václav Havel und Roman Herzog, der am Gedenktag, dem 9. November 2000, feierlich eingeweiht wurde.
Der Neubau umfasst auch eine Synagoge, die an Stelle der ursprünglichen, 1938 von den Nationalsozialisten zerstörten alten Synagoge errichtet wurde.